# 甘蔗粉蝨
甘蔗粉蝨（学名：Neomaskellia bergii）为粉蝨科新馬粉蝨屬下的一个种。